# Stade national complutense
Le Stade national Complutense, Estadio Nacional Complutense en espagnol, est un stade de rugby à XV situé à Madrid, en Espagne.  Il a été inauguré le 12 octobre 1943. C'est dans ce stade que se jouent les matchs de la sélection nationale espagnole. L'université Complutense s'en sert aussi pour ses concours internes et pour certains clubs, dont le CD Arquitectura et le Complutense Cisneros.

## Historique
La construction du stade de rugby a commencé en 1927 sous la direction de l'architecte Modesto López Otero. Les travaux devaient s'achever en octobre 1936, mais le déclenchement de la guerre civile à Madrid a provoqué des dégâts considérables au niveau des bâtiments existants et la construction du stade a dû être arrêtée. Elle reprend en novembre 1940 sous le contrôle de l'architecte Javier Barroso Sánchez-Guerra. L'inauguration a eu lieu le 12 octobre 1943. Cependant, des compétitions avaient déjà eu lieu avant 1943 (les Jeux Universitaires en avril 1942 par exemple). 

## Localisation
Le stade est situé dans la zone Sud du complexe sportif de l'Université Complutense de Madrid, entre l'avenue Juan de Herrera, la rue d'Obispo Trejo et la rue Martin Fierro.